# Rabenwald
Rabenwald è una frazione di 607 abitanti del comune austriaco di Pöllau, nel distretto di Hartberg-Fürstenfeld (Stiria). Già comune autonomo, il 1º gennaio 2015 è stato aggregato a Pöllau assieme agli altri comuni soppressi di Saifen-Boden, Schönegg bei Pöllau e Sonnhofen.